# صلاح الحساوي
صلاح جاسم الحساوي، من مواليد 1963، لاعب كرة قدم كويتي سابق، وكان يلعب مع نادي الكويت ومنتخب الكويت لكرة القدم.

## حياته الرياضية
انضم إلى نادي الكويت في عام 1972، وهو أحد أفضل المواهب في فترة الثمانينات، كان يتمتع بحاسة تهديفية نادرة، كان أحد أعمدة نادي الكويت في فترة الثمانينات وأوائل التسعينات، وقد ساعد الفريق على الفوز ببطولة كأس الأمير ثلاث مرات، وقد سجل هدفين في نهائي كأس الأمير 1984/1985 وقد توج هدافا لتلك البطولة برصيد 4 أهداف، وقد سجل الهدف الثالث في نهائي كأس الأمير 1986/1987، وقد كان هداف لتلك البطولة برصيد 4 أهداف، وقد سجل الهدف الوحيد في نهائي كأس الأمير 1987/1988، وقد كان هداف تلك البطولة برصيد 3 أهداف، وقد كان هداف كأس الكؤوس العربية في جدة في عام 1989.

## كأس الخليج

### كأس الخليج 1986
و قد سجل هدف في مرمى منتخب عمان لكرة القدم.

### كأس الخليج 1988
و قد سجل هدف في مرمى منتخب قطر لكرة القدم، وقد سجل هدفين في مرمى منتخب عمان لكرة القدم.

## بعد كرة القدم
اعتزل صلاح الحساوي كرة القدم عام 1997، واتجه الي الأعمال التجارية وهو يعتبر من أهم رجال الاقتصاد في الكويت حاليًا، حيث تبوأ عدة مراكز مهمة، وهو رئيس مجلس إدارة شركة مجموعة تنمية الموارد العالمية. وقد شغل منصب عضو في الاتحاد الكويتي لكرة القدم.